# 1561
- Wikisource

| Calendário gregoriano                                                        | 1561 MDLXI                                           |
| Ab urbe condita                                                              | 2314                                                 |
| Calendário arménio                                                           | 1010 – 1011                                          |
| Calendário bahá'í                                                            | -283 – -282                                          |
| Calendário budista                                                           | 2105                                                 |
| Calendário chinês                                                            | 4257 – 4258 Início a 16 de janeiro (aproximadamente) |
| Calendário copta                                                             | 1277 – 1278                                          |
| Calendário etíope                                                            | 1553 – 1554                                          |
| Calendários hindus - Vikram Samvat - Calendário nacional indiano - Cáli Iuga | 1616 – 1617 1482 – 1483 4661 – 4662                  |
| Calendário Holoceno                                                          | 11561                                                |
| Calendário islâmico                                                          | 968 – 969                                            |
| Calendário judaico                                                           | 5321 – 5322                                          |
| Calendário persa                                                             | 939 – 940                                            |
| Calendário rúnico                                                            | 1811                                                 |
| Calendário solar tailandês                                                   | 2104                                                 |

1561 (MDLXI, na numeração romana) foi um ano comum do século XVI do calendário juliano, da Era de Cristo, e a sua letra dominical foi E (52 semanas), teve início a uma quarta-feira, terminou também a uma quarta-feira.
| Ano completo                        |
| ----------------------------------- |
| Ano comum com início à quarta-feira |

## Eventos
- Fundação da Ordem de Santo Estêvão em Florença.
- Sínodo calvinista clandestino em Antuérpia, animado por Guy de Brès. Publicação da "Confessio Belgica", Confissão de Fé dos Países Baixos espanhóis.
- Janeiro: Os Senhores dos Países Baixos conseguem a retirada das guarnições espanholas.
- 28 de janeiro — O Édito de Orleans suspende a perseguição aos huguenotes franceses.
- 31 de janeiro — Giovanni Pierluigi da Palestrina, junto com outros compositores, publica o "Terceiro livro das Musas a cinco vozes"[1]
- 22 de fevereiro — Guilherme de Orange é nomeado vice-rei de Burgundy-Charolais.
- 26 de fevereiro — Fundação de Santa Cruz de la Sierra, na Bolívia.
- 2 de março — Pedro del Castillo funda a cidade de Mendoza, na Argentina.
- 10 de março — Antoine Perrenot de Granvelle é nomeado arcebispo de Mechelen.
- 12 de março — Início da campanha de Aquebar para anexação de Malwa[2], na Índia.
- 16 de março — África austral: Gonçalo da Silveira, missionário jesuíta, é assassinado no reinado de Monomotapa. O rei de Portugal decide intervir contra o monomotapa Nogomo, e uma expedição deixa Lisboa em 1569. No combate morre o chefe Barreto, e em 1573, o corpo expedicionário bate em retirada.
- 29 de março — Batalha de Sarangpur: Derrota e fuga de Baje Badur, soberano de Maluá. Adam Khan, filho de Maã Anaga, a enfermeira de Aquebar, ocupa Maluá onde se envolve em saques e atos de crueldade. Aquebar, finalmente, manda executá-lo e torna-se único governante do império (1562)
- Abril: Filipe II da Espanha escolhe Madrid como capital.
- 1 de abril — Ambroise Paré publica sua obra "Anatomia universal do corpo humano"
- 14 de abril — Gravura de Hans Glaser (1500-1573) descrevendo o aparecimento de vários objetos voadores não identificados na cidade de Nuremberg.
- Junho — O governante da Argélia, Hassan Pachá, é caçado por odjak, a milícia dos janízaros. No ano seguinte, ele consegue retomar o comando de Argel, mas não consegue tomar posse de Oran e de Mers-el-Kebir, retidas ainda pelos espanhóis.
- 16 de julho — O rei safávida da Pérsia Tamaspe liberta Bajazeto, filho rebelde de Solimão I, dos embaixadores do Império Otomano.
- 26 de julho — Tendo partido de Gravesend a 14 de maio, a segunda expedição do agente inglês Anthony Jenkinson chega a Kholmogory pela Baía de São Nicolau, no Mar Branco. Em 20 de agosto ele chega em Moscou. Torna a partir em março de 1562, chegando em agosto na Pérsia trazendo mercadorias pela rota do Volga e do Mar Cáspio; visita Derbent e depois Qazvin. Durante 20 anos um comércio regular é organizado.
- 29 de julho — Érico XIV da Suécia propõe negociação para se casar com Elisabeth I da Inglaterra. A proposta é recusada.
- 6 de agosto — Ferdinando I nomeia Antonín Brus z Mohelnice arcebispo católico de Praga. A confirmação do papa chega em 5 de setembro, e em 1564 ele assume o cargo
- 18 de agosto — Fundação de um colégio de jesuítas em Trnava, cidade da Eslováquia

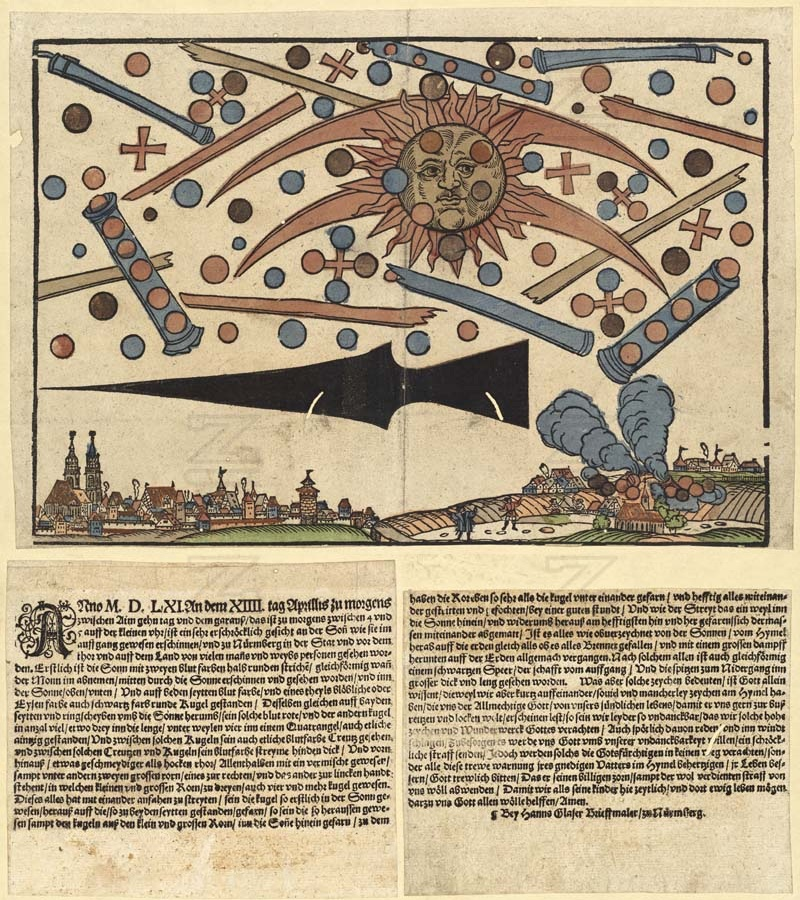
Hans Glaser (1500-1573); 14 de abril:Objetos voadores não identificados nos céus de Nuremberg

- 19 de agosto — Retorno de Maria Stuart, viúva de Francisco I de França, à Escócia. Ela incentiva a hierarquia católica a permanecer no lugar, porém não teriam mais influência sobre a Confissão da Fé e no "Sistema presbítero-sinodal"[3].
- 19 de agosto — Maria Stuart, chega a Leith, na Escócia, para assumir o trono depois de 13 anos.
- 25 de agosto — Guilherme de Orange casa com a duquesa Ana da Saxônia (1544-1577)
- 4 de setembro — O compositor Firmin Lebel deixa o cargo de maestro de cappella de Igreja de São Luís dos Franceses em Roma
- 9 de setembro — 9 de setembro a 9 de outubro: Colóquio de Poissy, conferência religiosa realizada na cidade de Poissy, na França, numa tentativa de reconciliar católicos e protestantes da França.  Participaram dessa conferência os protestantes Teodoro de Beza da Suíça e o humanista Pietro Martire Vermigli.
- 10 de setembro — Início da 4ª Batalha de Kawanakajima, no Japão. Terminou em 18 de outubro desse ano.
- 23 de setembro — O rei Felipe II de Espanha proíbe assentamentos espanhóis na Flórida
- 25 de setembro — Solimão, o Magnífico, manda matar o próprio filho Bajazeto, por motivos de sucessão.
- 29 de setembro — Criação das feitorias de Angra na ilha Terceira e da feitoria de Ponta Delgada, na ilha de São Miguel, Açores.
- 10 de outubro — Inauguração do canal marítimo entre o porto de Bruxelas e o rio Escalda.
- 15 de outubro — O compositor espanhol Diego Ximénez obtém o cargo de maestro de cappella provisório da Catedral de Córdoba.
- 5 de novembro — Congo: morte do manicongo Diego. Os portugueses intervém na luta que envolve os pretendentes ao trono. Eles impõe Alfonso I, mas este é assassinado e pouco depois é substituído por Bernardo I (1561-1567). Ngola, chefe do Reino do Ndongo, aproveita para se separar do Congo.
- 28 de novembro — Pacto de Vilnius: Sigismundo II da Polônia anexa a Livônia, a Curlândia e a Letônia. A Ordem dos Cavaleiros Teutônicos é dissolvida. O último grão-mestre da Ordem dos Irmãos Livônios da Espada, Gotardo Kettler se converte ao luteranismo, seculariza suas terras e se torna duque da Curlândia (em 5 de março de 1562). Reval [4],porto anseático ameaçado por causa da rivalidade comercial entre Viborg e Narva, conquistada pelo tsar) e a nobreza do norte da Estônia ficam sob a proteção da coroa sueca. A Polônia controla temporariamente o sul do país, incluindo Tartu.
- 28 de novembro — Execução do príncipe otomano Bajazeto e de seus seis filhos. Suleimão, o Magnífico declara seu filho Selim como sucessor.
- 28 de novembro — A Ordem Livoniana concorda com a União de Vilna.
- 29 de novembro — A Livônia se submete ao grão duque da Lituânia, Sigismundo II da Polônia
- 21 de dezembro — Antoine Perrenot de Granvelle (1517–1586), arcebispo de Mechelen, se torna cardeal.

## Nascimentos
- 6 de janeiro — Balthasar Kestner, alfaiate e conselheiro alemão (m. 1633)
- 6 de janeiro:
  - Henricus Bocerus[5] professor de Direito da Universidade de Tübingen (m. 1630)
  - Thomasius Finkius, médico e matemático dinamarquês de origem alemã (m. 1656)
- 7 de janeiro — Ludwig Pincier, jurista alemão (m. 1612)
- 10 de janeiro — Ana Maria do Palatinato, filha de Luís VI (1539-1583) (m. 1583)
- 13 de janeiro — Jan Ostroróg, >naturalista e voivoda polonês (m. 1622)
- 22 de janeiro — Francis Bacon, filósofo, ensaísta e jurista inglês (m. 1626)
- 24 de janeiro — Camillo Cortellini, compositor italiano (m. 1630)
- 31 de janeiro:
  - Christoph von Schallenberg, poeta austríaco (m. 1597)
  - Martin Marstaller, político e tutor dos filhos de Bogislaw XIII da Pomerânia (m. 1615)
- 2 de fevereiro — Johannes Paulus Resenius, "Hans Poulsen Resen", teólogo luterano e bispo dinamarquês (m. 1638)[6]
- 8 de fevereiro — Fujiwara Seika, filósofo confucianista japonês (m. 1619)
- 13 de fevereiro — Basilius Besler, médico, botânico e editor alemão (m. 1629)
- 15 de fevereiro — Thomas Browne, Senhor de Shredicote (m. 1633)
- 19 de fevereiro — Adam Steigleder, compositor e organista alemão (m. 1633)
- 20 de fevereiro — Hippolyt von Collibus[7]"Hippolyt von Colle", jurista alemão (m. 1612)
- 23 de fevereiro — Henry Briggs, matemático britânico, criador dos logarítimos briggsianos (m. 1630)
- 25 de fevereiro — Edward Talbot, 8º Conde de Shrewsbury (m. 1617)
- 4 de março — Ii Naomasa, general japonês (m. 1602)
- 9 de março — Venceslau, Arquiduque da Áustria (m. 1578)
- 27 de março — Johann Jakob von Lamberg, Barão de Ortenegg e Ottenstein (m. 1630)
- 29 de março — Sanctorius Sanctorius, médico italiano (m. 1636)
- 8 de abril — Dominicus Baudius, poeta, historiador e filólogo holandês. (m. 1613)
- 20 de abril — Carlos de Lorena (1561-1587), cardeal francês e Bispo de Toul e de Verdun (m. 1587)
- 17 de maio — Martín Delrio, filólogo e professor de Direito da Universidade de Salamanca (m. 1608)
- 26 de maio — Wolf Jacob Stromer, arquiteto e construtor alemão (m. 1614)
- Junho — Samuel Harsnett, arcebispo de York (m. 1631)
- 3 de junho — Julius Zengravius, poeta e publicista alemão (m. 1635)
- 7 de junho — Jan VII van Nassau-Siegen, Conde de Nassau (m. 1623)
- 12 de junho — Ana, Duquesa de Württemberg (m. 1616)
- 13 de junho — Ana Maria, Princesa de Anhalt (m. 1605)
- 16 de junho — Anastasia Seutter[8] filha do jurista alemão Werner Seutter[9](1530-1572) (m. 1622)
- 16 de junho — Oswaldo de Nassau, oficial holandês a serviço da Espanha na Guerra dos Oitenta Anos (m. 1586)
- 24 de junho:
  - Matthias Hafenreffer, teólogo luterano alemão (m. 1619)
  - Rombout Hogerbeets, jurista e chefe de estado holandês (m. 1625)
- 26 de junho — Erdmuthe von Brandenburg, Duquesa da Pomerânia (m. 1623)
- 2 de julho — Christophorus Grienberger, jesuíta, matemático e astrônomo austríaco (m. 1636)
- 10 de julho — São João Batista da Conceição[10][11] santo espanhol e fundador da Ordem Religiosa dos Trinitários Descalços (m. 1613)
- 11 de julho — Luis de Góngora y Argote, religioso, poeta e dramaturgo espanhol (m. 1627)
- 17 de julho — Jacopo Corsi, compositor italiano (m. 1629)
- 20 de julho — William Stanley, 6º Conde de Derby (m. 1642)
- 24 de julho — Anna Maria de Wittelsbach-Simmern<, esposa de Carlos IX da Suécia (1550-1611) (m. 1589)
- 25 de julho — Heinrich von Randow, juiz e oficial de justiça (m. 1621)
- 30 de julho — Johann IV von Pernstein, em tcheco "Jan z Pernštejna", chefe de artilharia durante a Guerra da Turquia (m. 1597)
- 1 de agosto:
  - Elizabeth Elphinstone[12] filha do Barão Robert Elphinston (1530-1627)[13] (m. 1613)
  - Leonhard Ernst[14] fabricante de sinos (m. 1615)
  - Margaret Howard[15] filha de Thomas Howard, 4º Duque de Norfolk[16]  (m. 1591)
- 15 de agosto — Sebastián Aguilera de Heredi, compositor e organista espanhol (m. 1627)
- 18 de agosto — Mectilda de Limburgo filha do conde Hermano Jorge de Limburgo(1540-1574) (m. 1622)
- 20 de agosto:
  - Hiob von Salza (1561-1619), publicista alemão (m. 1619)
  - Jacopo Peri, compositor, organista e tenor italiano (m. 1633)
- 24 de agosto:
  - Bartholomäus Pitiscus, matemático, astrônomo, reformador e teólogo alemão (m. 1613)
  - Thomas Howard, 1º Conde de Suffolk (m. 1626)
- 25 de agosto — Johan Philip Lansberg, "Johannes Philippus Lansbergius", astrônomo holandês (m. 1632)
- 7 de setembro — Daniel Runge, jurista e chanceler da Pomerânia (m. 1629)
- 10 de setembro — Hernando Arias de Saavedra, governador colonial espanhol (m. 1634)
- 21 de setembro — Edward Seymour, Visconde Beauchamp (m. 1612)
- 29 de setembro — Adrianus Romanus, médico e matemático belga (m. 1615)
- 15 de outubro — Martin Chemnitz, académico e jurista alemão (m. 1627)
- 22 de outubro — Aaltje Fransdr van Overschie [17] mãe do jurista holandês Hugo Grotius (1583-1645) (m. 1643)
- 23 de outubro — Johann Konrad von Gemmingen, arcebispo de Eichstätt, humanista e eclesiástico alemão (m. 1612)
- 24 de outubro:
  - Cornelius Becker, teólogo luterano e poeta alemão (m. 1604)
  - Anthony Babington, religioso e conspirador católico romano inglês (m. 1586)
- 27 de outubro — Mary Sidney, "Condessa de Pembroke", poetisa e tradutora inglês (m. 1621)
- 1 de novembro — Francesco Usper, organista e compositor italiano (m. 1641)
- 3 de novembro — Lawrence Gilman[18] nobre inglês (m. 1629)
- 5 de novembro — Anton Faber[19][20] jurista e chanceler alemão (m. 1635)
- 11 de novembro — Sigismund August, Príncipe de Mecklenburg[21] (m. 1603)
- 16 de novembro:
  - Andreas Angelus, "Andreas Engel", teólogo luterano e cronista alemão (m. 1598)
  - Richard Field, impressor e publicador inglês (m. 1624)
- 18 de novembro — Alexandru Lăpuşneanu, Príncipe da Moldavia (m. 1568)
- 21 de novembro — Carolus Scribani[22] jesuíta italiano (m. 1629)
- 1 de dezembro — Sophie Hedwig von Braunschweig, Duquesa de Pommern-Wolgast (m. 1631)
- 3 de dezembro — Elisabeth Cranach[23] filha mais jovem de Lucas Cranach, o Jovem (1515-1586), esposa do teólogo luterano Polykarp Leyser, o Velho (1552–1610)  (m. 1645).
- 7 de dezembro — Kikkawa Hiroie, político japonês (m. 1625)
- 8 de dezembro — Johann Christoph Fugger, negociante alemão (m. 1612)
- 9 de dezembro — Edwin Sandys, fundador da colônia de Virgínia (m. 1629)
- 16 de dezembro — Amandus Polanus von Polansdorf, teólogo e reformador alemão (m. 1610)

### Datas imprecisas
- Adam van Noort — pintor flamengo (m. 1641)
- Bernardo de Balbuena — poeta espanhol (m. 1627)
- Camillo Procaccini — pintor italiano (m. 1629)
- Cesare Clementini — historiador italiano (m. 1624)
- Christopher Newport — navegador e explorador britânico (m. 1617)
- Eleonora d'Este — filha de Alfonso d'Este,, Senhor de Montecchio(m. 1637)
- Fukushima Masanori — general japonês (m. 1624)
- Gaspar Aguilar — poeta e dramaturgo espanhol (m. 1623)
- Girolamo Amati — tocador de alaúde italiano (m. 1630)
- Gregorio Carbonelli — bispo e teólogo italiano (m. 1624)
- Guido Casoni — poeta, latinista e jurista italiano (m. 1642)
- Henricus von Essen — "Henneke von Essen", burgomestre de Arnsberg e vítima da Inquisição (m. 1631)
- Johann Theodor de Bry — editor e desenhista alemão (m. 1623)
- Leonardo Corona — pintor italiano (m. 1605)
- Mariano Smiriglio — arquiteto, pintor e decorador italiano (m. 1636)
- Stephen Bachiler — ministro não conformista inglês e colonizador da Nova Inglaterra (m. 1656)
- Taddeo Landini — escultor e arquiteto italiano (m. 1596)
- Tobias Verhaecht — pintor e desenhista flamengo (m. 1631)
- Toussaint Dubreuil — pintor francês (m. 1602)

## Mortes
- 1 de janeiro — Pedro de Ursúa, conquistador espanhol (n. 1525)
- 6 de janeiro — Ridolfo Ghirlandaio, pintor italiano, filho de Domenico Ghirlandaio (1449-1494) e sobrinho dos pintores italianos Benedetto Ghirlandaio (1458 † 17 Jul 1497] e Davide Ghirlandaio (14 Mar 1452 † 11 Abr 1525) (n. 1483)
- 12 de janeiro — Margaret Donington, Condessa de Bath[24] (n. 1509)
- 13 de janeiro — Friedrich Magnus I, Conde de Solms-Laubach (n. 1521)
- 29 de janeiro — Katharine Seher (n. 1510)
- 31 de janeiro — Bairã Cã, poeta turcomano
- 31 de janeiro — Menno Simons, teólogo anabatista frísio (n. 1496)
- 2 de fevereiro — Giovanni Andrea Mercurio cardeal e arcebispo católico italiano (n. 1518)
- 4 de fevereiro — Robert II de Lénoncourt, cardeal francês, arcebispo-emérito de Embrun (n. 1510)
- 10 de fevereiro — John Bourchier, 2º Conde de Bath  (n. 1489)
- 12 de fevereiro — Benedetto Vittori[25] médico e filósofo italiano (n. 1481)
- 16 de fevereiro — Cornelius Canis"Cornelius de Hondt", compositor flamengo (n. 1506)
- 26 de fevereiro — Jorge de Montemayor, novelista, tradutor e poeta português (n. 1520)
- 4 de março — Lancelot Blondeel pintor e escultor flamengo (n. 1498)
- 5 de março — Giovanni Carafa, condottiero italiano
- 6 de março:
  - Antoinette of Guise Abadessa de Faremoutier, filha de Cláudio de Lorena (1496-1550) (n. 1534)
  - Carlo Carafa, cardeal italiano (n. 1517)
  - Gonçalo da Silveira jesuíta português (n. 1526)
- 8 de março — Martin Abdon teólogo e poeta tcheco (n. 1529)
- 10 de março — Johannes Saxonius humanista alemão (n. 1507)
- 21 de março — Hermes Schallautzer burgomestre de Viena (n. 1503)
- 24 de março — Giulio d'Este filho ilegítimo de Ercole I d'Este<, Duque de Ferrara (n. 1478)
- 25 de março — Conrad Wolffhart, humanista, filólogo e enciclopedista alemão (n. 1518)
- 28 de março — Bartholomäus V. Welser, o Velho banqueiro alemão (n. 1484)
- 30 de março — Andrés Hurtado de Mendoza, quinto vice-rei do Peru (n. 1500)
- 14 de abril — Gregor von Nallingen cronista e conselheiro alemão (n. 1500)
- 17 de abril — Johannes Tiedemann Bispo de Lübeck (n. 1503)
- 21 de abril — Lucrezia de Cosimo I de' Medici Duquesa de Ferrara (n. 1545)
- 22 de abril — György Banovszky pastor evangélico polonês
- 24 de abril — Laurentius Kercher sacerdote católico alemão (n. 1485)
- 4 de maio — Karl von Anhalt príncipe alemão (n. 1534)
- 9 de maio — Antonio Barattucci jurista italiano (n. 1486)
- 15 de maio:
  - Jan Tarnowski (1488-1561), general e comandante de exército polonês (n. 1488)
  - Nikolaus Herman[26] compositor boêmio de hinos (n. 1500)
- 6 de junho:
  - Elisabetta Della Rovere, Marquesa de Massa e de Carrara (n. 1529)
  - Katharina von Mecklenburg Duquesa da Saxônia (n. 1487)
- 8 de junho:
  - Andrea Lanza de Buscemi, religioso, luterano, foi queimado vivo pelo autodafé em Palermo (n. 1561)
  - Cornelio de Nicosia, teólogo luterano, foi queimado vivo pelo autodafé em Palermo
  - Francesco Vicino, teólogo luterano, foi queimado vivo pelo autodafé em Palermo
  - Frederico de Bagni, pintor italiano (n. 1527)
  - Giovanni de Giluti, mártir religioso, foi queimado vivo pelo autodafé em Palermo
  - Johannes Sapidus, "Hans Witz", filólogo, poeta e humanista alemão (n. 1490)
- 13 de junho — Hans Dehn-Rothfelser arquiteto e construtor franco-alemão (n. 1500)
- 20 de junho — Francis Hastings, 2º Conde de Huntingdon[27] (n. 1514)
- 5 de julho — Ambrosius Pelargus teólogo alemão (n. 1493)
- 9 de julho — Sebald Heyden compositor e cantor alemão (n. 1494)
- 10 de julho:
  - Dionysius Melander, O Velho teólogo e reformador alemão (n. 1486)
  - Rüstem Paxá general croata
- 12 de julho — Leonardo de Ortemburgo (n. 1542)
- 15 de julho — Luís de Bourbon Duquesa de Montpensier (n. 1482)
- 19 de julho — Henry Lauder, Senhor St Germains
- 23 de julho — Júlio da Módena[28]"Julio Segni", organista e compositor italiano (n. 1498)
- 2 de agosto:
  - Hans Kemmer pintor renascentista alemão (n. 1495)
  - Johannes Weiß teólogo evangélico alemão (n. 1561)
- 7 de agosto — Wolfgang von Closen Bispo de Passau (n. 1503)
- 9 de agosto — Claude de Longwy de Givry, bispo e cardeal francês (n. 1481)
- 28 de agosto — Jacqueline De Longvy[29] esposa de Luís II, o Bom,[30] Duque de Montpensier (1513-1582) (n. 1520)
- 31 de agosto — Pierre Davantes filólogo e gramático francês (n. 1525)
- 1 de setembro:
  - Antoni z Napachania teólogo polonês e reitor da Universidade de Cracóvia (n. 1494)
  - Edward Waldegrave cortesão inglês, morreu na Torre de Londres (n. 1516)
- 5 de setembro — Paulus Behaim arquiteto alemão (n. 1496)
- 8 de setembro:
  - Claude Baduel "Claudius Baduellus", filólogo clássico, orador e latinista francês (n. 1491)
  - Guilherme de Oettingen[31] (n. 1524)
- 11 de setembro — Christoph Metzler Bispo de Constança (n. 1490)
- 25 de setembro — Andreas Martini teólogo evangélico (n. 1520)
- 26 de setembro — Alonso Berruguete, pintor, escultor e arquiteto espanhol (n. 1490)
- 27 de setembro — Paolo Battista Giudice Calvi 62º Doge da República de Veneza (n. 1490)
- 30 de setembro — Michael Sidonius, humanista alemão e bispo de Merseburgo (n. 1506)
- 3 de outubro — Walter Blount fidalgo inglês (n. 1487)
- 9 de outubro — Kaspar Brunner construtor suíço de relógio (n. 1526)
- 11 de outubro — Francisco Orozco de Arce arcebispo de Palermo, Itália
- 15 de outubro — Nikolaus Krotschmit jurista e cronista alemão
- 18 de outubro — Yamamoto Kansuke samurai japonês (n. 1501)
- 21 de outubro — Johannes Vasaeus humanista e historiador flamengo (n. 1511)
- 23 de outubro — Hans Salat ("Johannes Salat"), jurista e historiador alemão (n. 1498)
- 26 de outubro — Jorge de Santiago, bispo de Angra, em Angra do Heroísmo.
- 27 de outubro — Lope de Aguirre, rebelde basco e conquistador espanhol (n. 1510)
- 28 de outubro — Jacob Beurlin teólogo evangélico alemão e reformador (n. 1520)
- 1 de novembro — Christoph Amberger, pintor alemão (n. 1505)
- 7 de novembro — Leonhard Culmann[32] teólogo luterano e pedagogo alemão (n. 1497)
- 8 de novembro — Ippolito Costa pintor italiano (n. 1506)
- 11 de novembro — Hans Tausen, teólogo e reformador dinamarquês (n. 1594)
- 14 de novembro — Felipe III de Hanau-Muenzenberg (n. 1526)
- 17 de novembro — Gabrielle Faerno "Faernus Cremonensis", erudito e poeta latinista italiano (n. 1510)
- 19 de novembro — Clemens Jäger[33] cronista e historiador alemão (n. 1500)
- 5 de dezembro — James Boleyn[34] filho de William Boleyn (14511505) (n. 1493)
- 10 de dezembro — Adriaen Brael[35] mártir anabatista, foi queimado vivo
- 10 de dezembro — Caspar Schwenckfeld filósofo e reformador alemão (n. 1489)

### Datas imprecisas
- Battista Franco — pintor italiano (n. 1498)
- Bernard Pretwicz — oficial da Silésia a serviço do rei da Polônia, cognominado "O Terror dos Tártaros" (n. 1500)
- Callisto Piazza — pintor italiano (n. 1500)
- Caspar Vopelius — matemático, astrônomo e cartógrafo alemão (n. 1511)
- Claude Garamond — editor e publicista francês (n. 1480)
- Diomede III Carafa — Duque de Maddaloni (n. 1526)
- Gerolamo Tessari — pintor italiano (n. 1490)
- Giovanni da Udine — pintor e arquiteto italiano (n. 1487)
- Hans Bocksberger — pintor austríaco (n. 1510)
- Ijuin Tadaaki — fidalgo japonês (n. 1520)
- Hipólita della Rovere —  duquesa de Montalto [it] (n. 1525)
- Jacopo Marmitta — poeta italiano (n. 1504)
- Jan Nasco — compositor flamengo (n. 1510)
- Jane Seymour, nobre e escritora inglesa (n. 1541)
- Luis de Milán — compositor espanhol (n. 1500)
- Matteo Bandello — poeta e bispo italiano (n. 1485)
- Pierre Regnault — ou Pierre Sandrin; compositor francês (n. 1490)
- Sayri Túpac — imperador inca (n. 1535)
- Silvia Ruffini — amante do Papa Paulo III.

## Por tema
- 1561 no Brasil